# Speed Monster
Speed Monster is een lanceerachtbaan in het Noorse attractiepark Tusenfryd. Speed Monster is gebouwd door het Zwitserse Intamin AG en opende op 23 april 2006.

## Geschiedenis
Op 7 juli 2005 werd Speed Monster aangekondigd als de grootste investering van Tusenfryd in de gehele historie. De aanschafprijs bedroeg kr 60.000.000 (ongeveer € 7.500.000). Ook werd al aangekondigd dat de achtbaan hydraulische lancering en drie inversies zou bevatten.
Vanwege de unieke topografie in het park is Speed Monster tussen de bomen over een 20 meter hoge rotswand gebouwd. Tijdens de bouw bemoeilijkten het koude klimaat en de rotsachtige bodem de constructie van de achtbaan. In december 2005 werd de bouw voltooid en de achtbaan opende op 23 april 2006.
Speed Monster wordt gesponsord door Mazda, wat past bij het racethema dat de achtbaan heeft.

## De rit

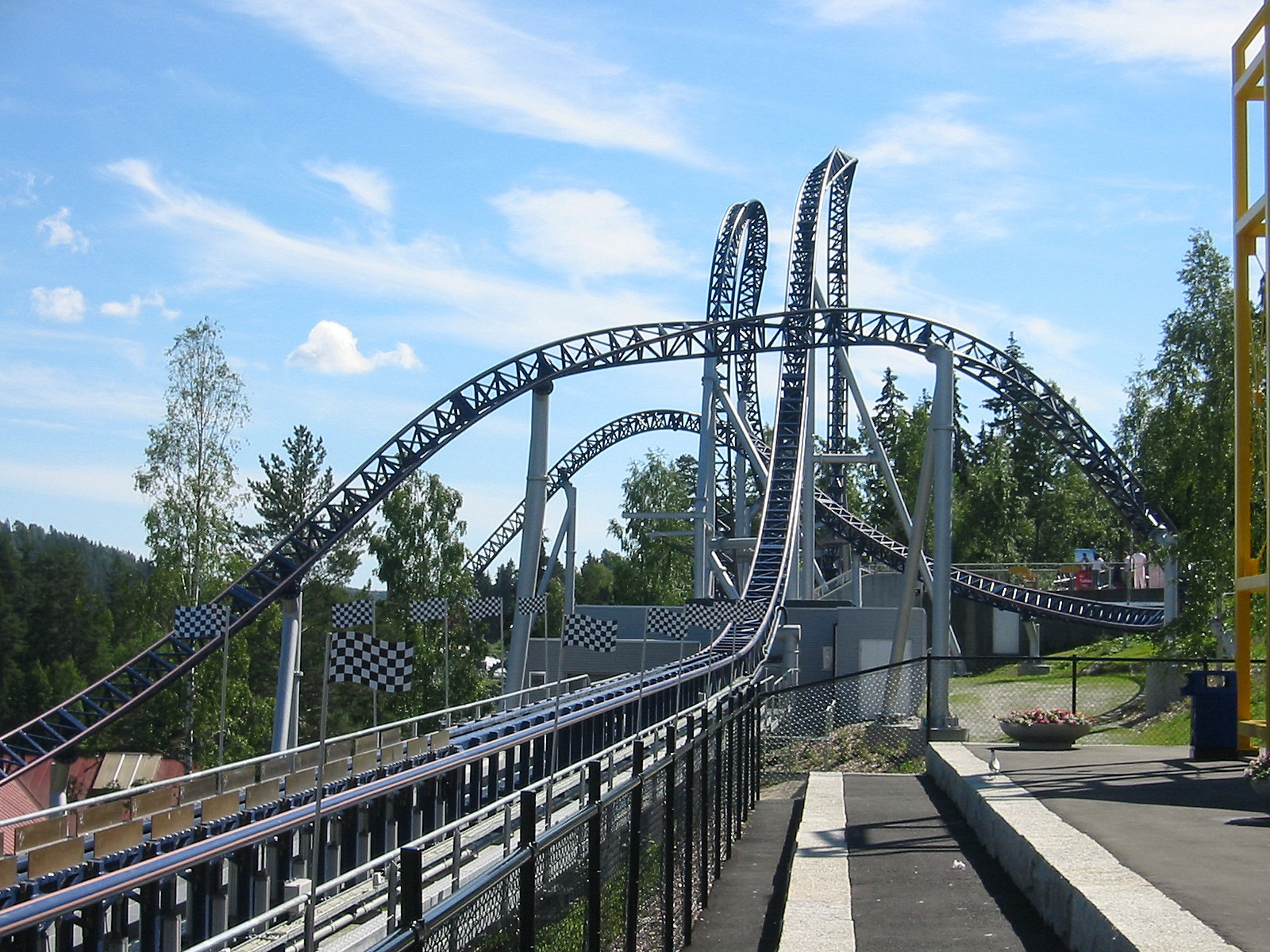
De lancering van Speed Monster

Beide, als racewagen gethematiseerde, achtbaantreinen bestaan uit 3 wagens met elk 4 plaatsen. Per trein is er dus ruimte voor 12 personen. Na het station wordt de trein gelanceerd tot een snelheid van 90 km/u.